# Xa-Zivilsenat des Bundesgerichtshofes
Der Xa-Zivilsenat war ein durch Beschluss des Präsidiums des Bundesgerichtshofs vom 17. Dezember 2008 vorübergehend eingerichteter Spruchkörper (Hilfssenat) zur Entlastung des X. Zivilsenats. Er bestand vom 1. Januar 2009 bis zum Jahresende 2010 und war einer von in dieser Zeit dreizehn Senaten auf dem Gebiet des Zivilrechts.

## Besetzung
- Vorsitzender: bis 6. September 2010 Peter Meier-Beck, dann Alfred Keukenschrijver
- Stellvertretende Vorsitzende: Alfred Keukenschrijver, dann Elisabeth Mühlens
- Beisitzer: zuletzt Klaus Bacher, Fabian Hoffmann, Gabriele Schuster.

## Zuständigkeit
Nach dem Geschäftsverteilungsplan des Gerichts war der Xa-Zivilsenat zuständig für die Bereiche Patent-, Gebrauchsmuster- und Topographieschutzrecht nebst Verträgen hierüber (Nr. 1), Verträge über die Benutzung eines Geheimverfahrens (sog. Know-how) (Nr. 2) – jeweils nur gerade Eingangszahlen –, die Rechtsstreitigkeiten aus dem Sortenschutzgesetz, soweit sie nicht dem I. Zivilsenat zugewiesen sind (letzteres betrifft die Sortenbezeichnung) (Nr. 3), die Patentnichtigkeits- und Zwangslizenzsachen (Nr. 4), die Rechtsbeschwerden gegen Beschlüsse des Bundespatentgerichts in den genannten Materien (Nr. 5), – zu 4. und 5. jeweils nur gerade Eingangszahlen –, die Bestimmung des zuständigen Gerichts nach § 36 ZPO (seit 1998 im Wesentlichen auf die Oberlandesgerichte übergegangen; Nr. 6), die Rechtsstreitigkeiten über Reise- und Personenbeförderungsverträge (Nr. 7, die einzige Materie, die im Allgemeinen auf breiteres öffentliches Interesse stieß), und schließlich die Rechtsstreitigkeiten über Schenkungen (Nr. 8).

## Geschichte
Der nicht als Dauereinrichtung vorgesehene Senat ist am Jahresbeginn 2009 aus der Teilung des X. Zivilsenats hervorgegangen, dessen Belastungsgrenze durch einen Rückstau an arbeitsaufwändigen Patentnichtigkeitsverfahren erreicht war. Die Aufteilung zwischen dem X. Senat und dem Xa-Senat erfolgte im Wesentlichen durch eine Aufteilung der Materien des gewerblichen Rechtsschutzes, von denen der Xa-Senat allerdings die Sortenschutzsachen, soweit sie bisher dem X. Senat zugewiesen waren, vollständig erhielt, der X. Senat dagegen insbesondere die Arbeitnehmererfindungssachen. Der Senat ist zum Jahresende 2010 aufgelöst worden und seine Zuständigkeiten sind wieder auf den X. Zivilsenat übergegangen, dem auch die Mitglieder des bisherigen Xa-Zivilsenats zugewiesen wurden.

## Vorsitz und Mitglieder
Den Vorsitz im Xa-Senat hatte bis 6. September 2010 Peter Meier-Beck und für den Rest des Jahres 2010 Alfred Keukenschrijver inne.
Als weitere Richter gehörten dem Senat die Richter(innen) am BGH Elisabeth Mühlens, Klaus Bacher, Fabian Hoffmann und Gabriele Schuster an. Der zu Ende des Jahres 2009 in den Ruhestand versetzte Richter Claus Asendorf gehörte seit dem 1. April 2009, Richter Nikolaus Berger seit dem 1. Januar 2010 nurmehr dem X. Zivilsenat an. Richter Wilhelm-Albrecht Achilles gehörte dem Senat vom 1. Januar 2009 bis 30. Juni 2009 an.

## Besonderheiten
In den Patentnichtigkeits- und Zwangslizenzsachen war der Xa-Senat wie der X. Zivilsenat – für den Bundesgerichtshof ganz ungewöhnlich – Tatsacheninstanz.

## Wissenschaftliche Mitarbeiter
Dem Senat waren zwei wissenschaftliche Mitarbeiter zugewiesen.